# 拉加尔德 (热尔省)
拉加尔德（法語：Lagarde，法語發音：[laɡaʁd]）是法国热尔省的一个市镇，位于该省北部偏东，属于孔东区和热尔洛马涅市镇公共社区。

## 地理
拉加尔德（43°57'51"N, 0°33'21"E）面积8.85 平方千米，位于法国奧克西塔尼大區热尔省，该省份为法国西南部内陆省份，北起顺时针与洛特-加龙省、塔恩-加龙省、上加龙省、上比利牛斯省、大西洋比利牛斯省和朗德省接壤。
与拉加尔德接壤的市镇（或旧市镇、城区）包括：拉罗克昂加兰、莱克图尔、马尔索朗、拉罗米约、圣马丹德戈伊讷。
拉加尔德的时区为UTC+01:00、UTC+02:00（夏令时）。

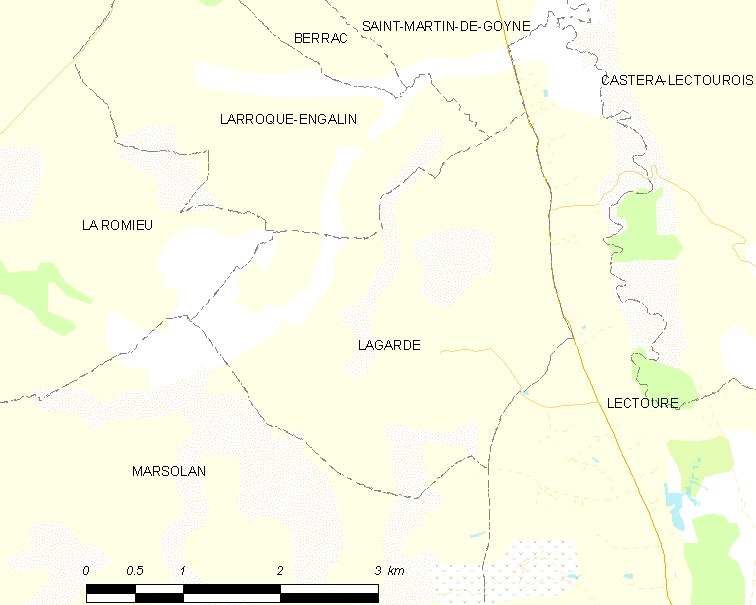
拉加尔德的OSM定位图

## 行政
拉加尔德的邮政编码为32700，INSEE市镇编码为32176。

## 政治
拉加尔德所属的省级选区为莱克图尔-洛马涅县。

## 交通
热尔省省道D36线从拉加尔德的东部边境经过。

## 人口

1962-2008年间拉加尔德人口变化图示

拉加尔德于2022年1月1日时的人口数量为123人。